# Max Moor (Botaniker)
Max Moor (* 8. Mai 1911 in Basel; † 10. Mai 1988 ebenda) war ein Schweizer Botaniker und Pionier der Schweizer Pflanzensoziologie.

## Leben
Der Sohn eines Gepäckträgers studierte Biologie an der Universität Basel, wo er sich besonders für Botanik interessierte. Nach dem Studienabschluss trat er als Mittelschullehrer in den Schuldienst ein. Seine Dissertation zur Erlangung der Doktorwürde mit dem Thema «Zur Soziologie der Isoëtetalia» fertigte er 1936 bei Gustav Senn (1875–1945) an.
Moor war einer der profiliertesten Pflanzensoziologen der Schweiz. Er veröffentlichte zahlreiche wissenschaftliche Arbeiten zur Vegetationskunde nach der Methode Braun-Blanquet, wobei ein besonderer Schwerpunkt seiner Forschungen auf den wechselseitigen Beziehungen zwischen Vegetation und Umweltfaktoren lag.

## Schriften
- Zur Soziologie der Isoëtetalia. Huber, Bern 1936 (Beiträge zur geobotanischen Landesaufnahme der Schweiz. Bd. 20). (Dissertation Universität Basel, 1935)
- Die Fagion-Gesellschaften (Buchen-, Tannen-Buchen und Ahornwälder) im Schweizer Jura. S. Huber, Bern 1952 (Beiträge zur geobotanischen Landesaufnahme der Schweiz. Bd. 31).
- Pflanzengesellschaften schweiz. Flussauen. In: Mitteilungen der Schweizerischen Anstalt für das forstliche Versuchswesen. Bd. 34/4, Beer, Zürich 1958, S. 221–360.
- Einführung in die Vegetationskunde der Umgebung Basels in 30 Exkursionen. Lehrmittelverlag des Kantons Basel-Stadt, Basel 1962.
- Pflanzengesellschaften als geologische Zeiger im Jura. In: Regio Basiliensis. Bd. 41, Basel 1963, S. 15–38.
- Juncus capitatus und Delia segetalis noch immer auf Schweizer Boden. In: Bauhinia. Bd. 4 (2), 1971, S. 157–159.
- Ahornwälder im Jura und in den Alpen. In: Phytocoenologia. Bd. 2, 1975, S. 244–260.

## Ehrungen
- Dr. h. c. der Universität Neuenburg 1971
- Ehrenmitglied der Schweizerischen Botanische Gesellschaft 1977